# دل دیوانه (فیلم ۱۹۹۷)
دل دیوانه (اسپانیایی: Corazón loco‎) یک فیلم کمدی اسپانیایی به کارگردانی آنتونیو دل رئال است که در سال ۱۹۹۷  منتشر شد.
کریستینا مارکوس برای بازی در این فیلم، در سال ۱۹۹۸ برندهٔ جایزه بهترین بازیگر زن در «جشنواره بین‌المللی فیلم کمدی پنیسکولا» شد. به همین ترتیب، «فرناندو لئون د آرانوآ» و «کارلوس آسوری» هم برای فیلمنامه در همین جشنواره جایزه گرفتند.

## گزیدهٔ بازیگران
- خوانخو پوئیخ‌کوربه
- کریستینا مارکوس
- ژواکیم دی آلمیدا
- بئاتریس کارباخال
- آنابل آلونسو
- میگل ریان
- بئاتریس ریکو
- خاویر کامارا
- لوئیس باربرو
- خوانخو آرترو
- ماریا آدانس